# Zinaída Yusúpova
La Princesa Zinaída Nikolaévna Yusúpova (en ruso: Зинаи́да Никола́евна Юсу́пова; 2 de septiembre de 1861 – 24 de noviembre de 1939) fue una noble rusa imperial, la única heredera de la mayor fortuna privada de Rusia de su tiempo. Famosa por su belleza y la fastuosidad de su hospitalidad, fue una figura destacada de la sociedad rusa prerrevolucionaria. En 1882, se casó con el conde Félix Felíxovich Sumárokov-Elston, quien sirvió brevemente como gobernador general del distrito militar de Moscú (1914-1915). Zinaída es más conocida como la madre del príncipe Félix Yusúpov, el asesino de Rasputín. Escapó de la Rusia revolucionaria y pasó los años que le quedaban viviendo en el exilio.

## Primeros años de vida
La princesa Zinaída Nikolaévna Yusúpova fue la única hija superviviente del príncipe Nicolás Borísovich Yusúpov (12 de octubre de 1827 - 31 de julio de 1891), mariscal de la Corte Imperial, y de la condesa Tatiana Aleksándrovna de Ribeaupierre (29 de junio de 1828 - 14 de enero de 1879). El príncipe Yusúpov fue un mecenas de las artes y sirvió por primera vez en la cancillería del zar Nicolás I. La madre de Zinaída, dama de honor de la emperatriz Alejandra, era hija del conde Alexandre de Ribeaupierre y su esposa Catalina Mijaílovna Potémkina, sobrina del príncipe Potemkin.
El único hermano de la princesa Zinaída, el príncipe Boris Nicholaévich Yusúpov, murió en la infancia. También tenía una hermana menor, la princesa Tatiana Nicholaévna, que murió joven en 1888. Al ser la única hija superviviente de una pareja distinguida, de alto rango y muy rica, Zinaída gozó de gran favor en la corte. Fue la mayor heredera rusa de su época y la última de la familia Yusúpov. Los Yusúpov, una familia de origen tártaro, eran muy ricos y habían adquirido su gran fortuna generaciones antes. Sus propiedades incluían cuatro palacios en San Petersburgo, tres palacios en Moscú, 37 propiedades en diferentes partes de Rusia (Kursk, Vorónezh y Poltava). Poseían más de 400 km² de tierra y sus industrias incluían fábricas de remolacha azucarera, ladrilleras, aserraderos, fábricas textiles y de cartón, minas de hierro, molinos harineros, destilerías y campos petrolíferos en el Mar Caspio.
La princesa Zinaída era conocida por ser inteligente, hospitalaria, socialmente hábil y hermosa; cualidades que le durarían hasta el final de su vida.

## Matrimonio

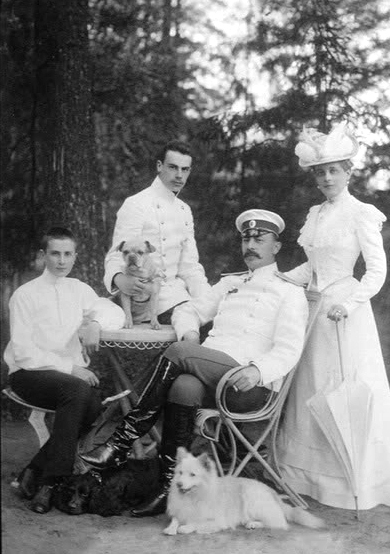
La familia Yusúpov en 1902: el príncipe Félix, el príncipe Nicolás, el conde Félix Felíxovich Sumárokov-Elston y la princesa Zinaída.

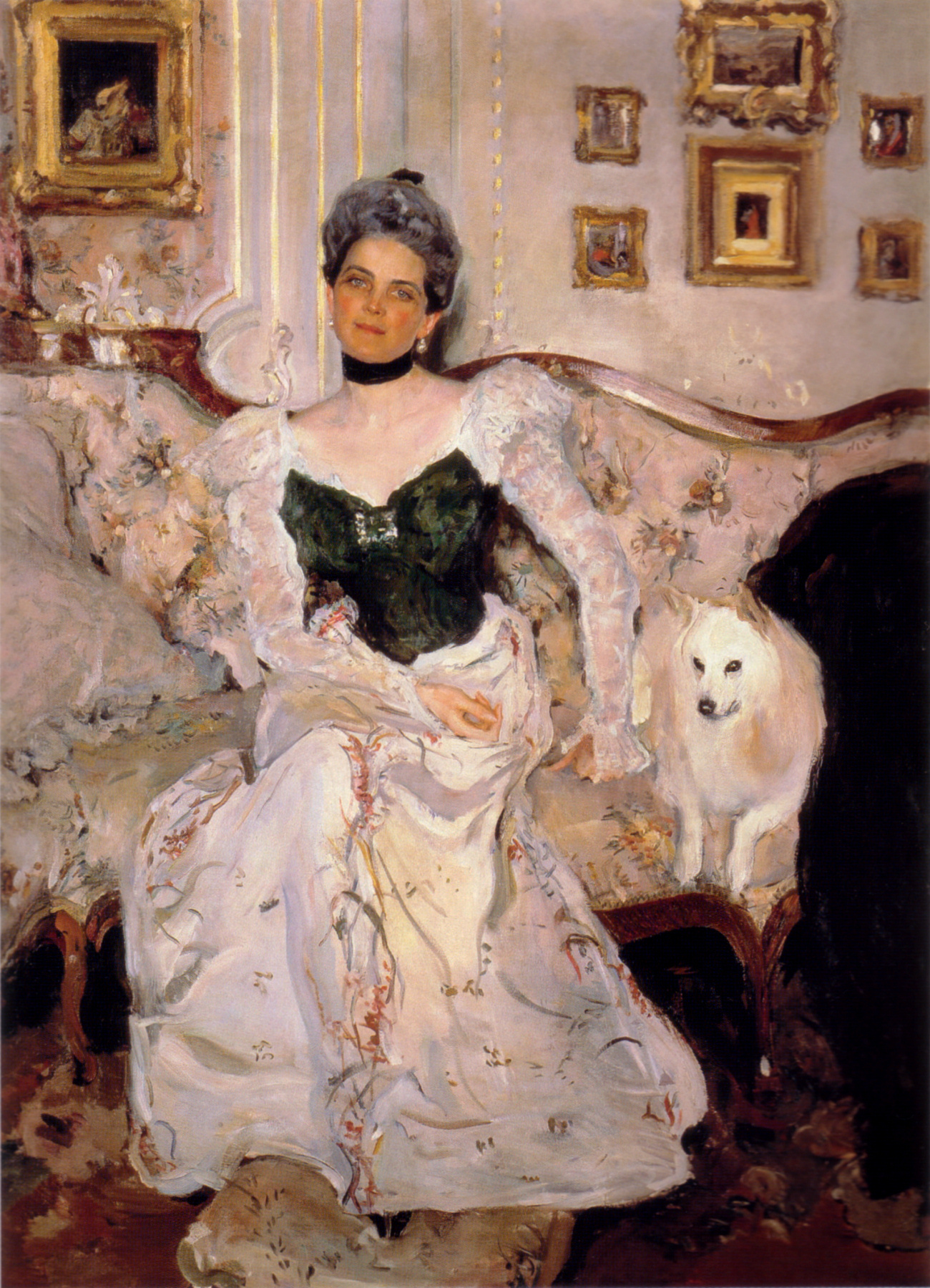
La princesa Zenaída en su Palacio Moika, 1902. Este retrato se considera a menudo la obra maestra de Valentín Serov.

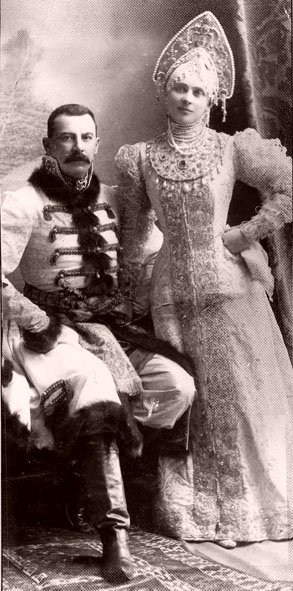
Zinaída y Félix Yusúpov, en el Baile de disfraces de 1903 en el Palacio de Invierno.

El príncipe Nicolás Borísovich Yusúpov esperaba que Zinaída tuviera un matrimonio ilustre, pero en una recepción organizada para emparejarla con Alejandro de Battenberg, Zinaída conoció y se enamoró del conde Félix Felíxovich Sumárokov-Elston (5 de octubre de 1856, San Petersburgo, Rusia - 10 de junio de 1928, Roma, Italia), hijo del conde Félix Nikolaiévich Sumárokov-Elston. Félix era teniente de la guardia a caballo. Se casaron el 4 de abril de 1882 en San Petersburgo, Rusia. La princesa Zinaída y su marido tuvieron cuatro hijos, dos de los cuales sobrevivieron a la infancia: el príncipe Nicolás Felíxovich Yusúpov (1883-1908) y el príncipe Félix Felíxovich Yusúpov (1887-1967). 
Después de la muerte de su suegro, en 1891, el zar Alejandro III le concedió a Félix un permiso especial para llevar el título de Príncipe Yusúpov y el de Conde Sumárokov-Elston y pasarlos a su heredero y al de Zinaída. El príncipe Félix fue nombrado ayudante del gran duque Sergio Aleksándrovich en 1904 y comandó la Caballería de la Guardia Imperial. En 1914 fue nombrado gobernador general de Moscú, cargo que ocupó brevemente.
La pareja tenía su propia mansión en la avenida Liteyny, donde actualmente se encuentra el Instituto de Relaciones Económicas, Economía y Derecho. También era propietaria del palacio de Nevsky Prospect 86.

## Aristocracia
Como figura destacada de la sociedad rusa prerrevolucionaria, Zinaída era famosa por su belleza, elegancia generosidad y hospitalidad. En su libro de memorias, Damas de la corte rusa, Meriel Buchanan (1886-1959), hija del embajador británico en la corte rusa, describió a la princesa Zinaída:
"De salud delicada, que se agota con facilidad, esencialmente femenina, no era una de esas mujeres capaces, competentes, capaces de dirigir grandes organizaciones benéficas. Siempre estaba dispuesta a dar, libre y generosamente, a cualquiera que la solicitara, para hacer lo que quisiera, podía ayudar a cualquiera en apuros, prestar su nombre, su casa, sus recursos para cualquier causa digna, pero evitaba la publicidad, todas las complicaciones de la administración ejecutiva".
La princesa Zinaída Yusúpova sirvió como dama de honor tanto de la emperatriz María Fiódorovna como de la emperatriz Alejandra Fiódorovna. Era amiga personal de la gran duquesa Isabel Fiódorovna, esposa del gran duque Sergio Aleksandrovich de Rusia. En privado, se convirtió en una severa crítica de la emperatriz Alejandra Fiódorovna, hermana de la gran duquesa Isabel. El hijo mayor de Zinaída, Nicolás, de 26 años, murió en un duelo en 1908, hecho que ensombreció el resto de su vida. En febrero de 1914, el hijo menor de Zinaída, Félix, se casó con la princesa Irina Aleksándrovna de Rusia, única sobrina del zar Nicolás II y bisnieta del rey Cristián IX. Félix cayó en desgracia por participar en el asesinato de Grigori Rasputín.
Tras la Revolución Rusa, perdió su enorme riqueza. Ella y su marido se trasladaron a Roma viviendo en circunstancias reducidas. Tras su muerte se trasladó a París, donde murió en 1939.

## Descendencia
Sus descendientes son los siguientes:
- Príncipe Félix Felíxovich Yusúpov (11 de marzo de 1887 - 27 de septiembre de 1967), conde Sumárokov Elston, que se casó con Irina Aleksándrovna Románova (21 de marzo de 1895 - 30 de agosto de 1970) y tuvo una hija 
  - La princesa Irina Felíxovna Yusúpova, (21 de marzo de 1915, San Petersburgo, Rusia – 30 de agosto de 1983, Cormeilles-en-Parisis, Francia), se casó con el conde Nikolai Dmitrievich Sheremétev (28 de octubre de 1904, Moscú, Rusia – 5 de febrero de 1979, París, Francia), hijo del conde Dmitri Sergeevich Sheremétev y de la condesa Irina Ilariónovna Vorontzova-Dachkova, descendiente de Boris Petrovich Sheremétev. Tuvo una hija:
    - La condesa Xenia Nikolaévna Shereméteva (nacida el 1 de marzo de 1942 en Roma, Italia), casada el 20 de junio de 1965 en Atenas, Grecia, con Ilias Sfiris (nacido el 20 de agosto de 1932 en Atenas, Grecia); tuvo una hija:
      - Tatiana Sfiris (nacida el 28 de agosto de 1968 en Atenas, Grecia), casada en mayo de 1996 en Atenas con Alexis Giannakoupoulos (nacido en 1963), se divorció y se casó con Anthony Vamvakidis, tuvo dos hijas:
        - Marilia Vamvakidis (nacida el 7 de julio de 2004)
        - Yasmine Xenia Vamvakidis (nacida el 17 de mayo de 2006)[cita requerida]

## Colección de joyas
Como cabeza de una de las familias nobles más importantes de Rusia, también heredó una gran fortuna, lo que le supuso poseer la mayor colección de joyas históricas de Rusia, sólo superada por la de las bóvedas de la Familia Imperial Rusa. Estaba en posesión de 21 tiaras, 255 broches, 42 pulseras, 210 kilos de objetos de arte variados y cientos de miles de gemas sueltas. Algunas de las gemas famosas fueron: La perla "La Pelegrina" de mediados del siglo XVI, el diamante "Estrella Polar” (diamante de 41,28 quilates), la perla "La Regente” (quinta perla más grande del mundo), el diamante "Cabeza de Carnero” del siglo XVII (un diamante de 17,47 quilates), el diamante "Sultán de Marruecos" del siglo XVII (35,67 quilates, el cuarto diamante azul más grande del mundo), los pendientes de diamantes de María Antonieta del siglo XVII (dos diamantes de 34,59 quilates), la "Estatuilla de Zafiro Azul de Venus" (estatua de zafiro de 4 pulgadas de alto de la diosa Venus encima de una gran Espinela)  y también el "Buda de Rubí" del siglo XV (estatua de Rubí de más de 70 quilates).
Después de su fuga durante la Revolución Rusa, se vio obligada a dejar todos sus activos financieros en Rusia: toda su colección de joyas fue escondida en una bóveda secreta en el Palacio Moika con la esperanza de conservar su uso a su regreso a Rusia, sin embargo, todos fueron encontrados y vendidos por los bolcheviques en 1925. Durante su exilio, tomó sólo las joyas más importantes y las de importancia histórica, y las vendió para financiar la vida de su familia.

## Ascendencia
|  |                                            |  |  |  |  |  |  |  |  |  |  |  |  |  |  |  |
|  | 16. Príncipe Boris Grigorievich Yusúpov    |  |  |  |  |  |  |  |  |  |  |  |  |  |  |  |
|  |                                            |  |  |  |  |  |  |  |  |  |  |  |  |  |  |  |
|  |                                            |  |  |  |  |  |  |  |  |  |  |  |  |  |  |  |
|  | 8. Nicolás Yusúpov                         |  |  |  |  |  |  |  |  |  |  |  |  |  |  |  |
|  |                                            |  |  |  |  |  |  |  |  |  |  |  |  |  |  |  |
|  |                                            |  |  |  |  |  |  |  |  |  |  |  |  |  |  |  |
|  | 17. Irina Mijaílovna Zinovyeva             |  |  |  |  |  |  |  |  |  |  |  |  |  |  |  |
|  |                                            |  |  |  |  |  |  |  |  |  |  |  |  |  |  |  |
|  |                                            |  |  |  |  |  |  |  |  |  |  |  |  |  |  |  |
|  | 4. Príncipe Boris Nikolaévich Yusúpov      |  |  |  |  |  |  |  |  |  |  |  |  |  |  |  |
|  |                                            |  |  |  |  |  |  |  |  |  |  |  |  |  |  |  |
|  |                                            |  |  |  |  |  |  |  |  |  |  |  |  |  |  |  |
|  | 18. Wasilij von Engelhardt                 |  |  |  |  |  |  |  |  |  |  |  |  |  |  |  |
|  |                                            |  |  |  |  |  |  |  |  |  |  |  |  |  |  |  |
|  |                                            |  |  |  |  |  |  |  |  |  |  |  |  |  |  |  |
|  | 9. Tatiana Vasilievna Yusúpova             |  |  |  |  |  |  |  |  |  |  |  |  |  |  |  |
|  |                                            |  |  |  |  |  |  |  |  |  |  |  |  |  |  |  |
|  |                                            |  |  |  |  |  |  |  |  |  |  |  |  |  |  |  |
|  | 19. Marfa Yelena Alexandrovna Potyomkina   |  |  |  |  |  |  |  |  |  |  |  |  |  |  |  |
|  |                                            |  |  |  |  |  |  |  |  |  |  |  |  |  |  |  |
|  |                                            |  |  |  |  |  |  |  |  |  |  |  |  |  |  |  |
|  | 2. Príncipe Nikolás Borísovich Yusúpov     |  |  |  |  |  |  |  |  |  |  |  |  |  |  |  |
|  |                                            |  |  |  |  |  |  |  |  |  |  |  |  |  |  |  |
|  |                                            |  |  |  |  |  |  |  |  |  |  |  |  |  |  |  |
|  | 20. Dimitri Narishkin                      |  |  |  |  |  |  |  |  |  |  |  |  |  |  |  |
|  |                                            |  |  |  |  |  |  |  |  |  |  |  |  |  |  |  |
|  |                                            |  |  |  |  |  |  |  |  |  |  |  |  |  |  |  |
|  | 10. Iván Dimitrievich Naríshkin            |  |  |  |  |  |  |  |  |  |  |  |  |  |  |  |
|  |                                            |  |  |  |  |  |  |  |  |  |  |  |  |  |  |  |
|  |                                            |  |  |  |  |  |  |  |  |  |  |  |  |  |  |  |
|  | 5. Zinaída Ivanovna                        |  |  |  |  |  |  |  |  |  |  |  |  |  |  |  |
|  |                                            |  |  |  |  |  |  |  |  |  |  |  |  |  |  |  |
|  |                                            |  |  |  |  |  |  |  |  |  |  |  |  |  |  |  |
|  | 22. Iván Rimski-Kórsakov\|Iván             |  |  |  |  |  |  |  |  |  |  |  |  |  |  |  |
|  |                                            |  |  |  |  |  |  |  |  |  |  |  |  |  |  |  |
|  |                                            |  |  |  |  |  |  |  |  |  |  |  |  |  |  |  |
|  | 11. Varvara Ivanovna Ladomirsky            |  |  |  |  |  |  |  |  |  |  |  |  |  |  |  |
|  |                                            |  |  |  |  |  |  |  |  |  |  |  |  |  |  |  |
|  |                                            |  |  |  |  |  |  |  |  |  |  |  |  |  |  |  |
|  | 23. Princesa Ekaterina Petrovna            |  |  |  |  |  |  |  |  |  |  |  |  |  |  |  |
|  |                                            |  |  |  |  |  |  |  |  |  |  |  |  |  |  |  |
|  |                                            |  |  |  |  |  |  |  |  |  |  |  |  |  |  |  |
|  | 1. Princesa Zinaída Nikolaévna Yusúpova    |  |  |  |  |  |  |  |  |  |  |  |  |  |  |  |
|  |                                            |  |  |  |  |  |  |  |  |  |  |  |  |  |  |  |
|  |                                            |  |  |  |  |  |  |  |  |  |  |  |  |  |  |  |
|  | 24. Conde Marc Étienne de Ribeaupierre     |  |  |  |  |  |  |  |  |  |  |  |  |  |  |  |
|  |                                            |  |  |  |  |  |  |  |  |  |  |  |  |  |  |  |
|  |                                            |  |  |  |  |  |  |  |  |  |  |  |  |  |  |  |
|  | 12. Conde Jean François de Ribeaupierre    |  |  |  |  |  |  |  |  |  |  |  |  |  |  |  |
|  |                                            |  |  |  |  |  |  |  |  |  |  |  |  |  |  |  |
|  |                                            |  |  |  |  |  |  |  |  |  |  |  |  |  |  |  |
|  | 25. Jeanne Élisabeth Ducoster              |  |  |  |  |  |  |  |  |  |  |  |  |  |  |  |
|  |                                            |  |  |  |  |  |  |  |  |  |  |  |  |  |  |  |
|  |                                            |  |  |  |  |  |  |  |  |  |  |  |  |  |  |  |
|  | 6. Conde Alejandro de Ribeaupierre         |  |  |  |  |  |  |  |  |  |  |  |  |  |  |  |
|  |                                            |  |  |  |  |  |  |  |  |  |  |  |  |  |  |  |
|  |                                            |  |  |  |  |  |  |  |  |  |  |  |  |  |  |  |
|  | 26. Alejandro Bibíkov                      |  |  |  |  |  |  |  |  |  |  |  |  |  |  |  |
|  |                                            |  |  |  |  |  |  |  |  |  |  |  |  |  |  |  |
|  |                                            |  |  |  |  |  |  |  |  |  |  |  |  |  |  |  |
|  | 13. Agripina Bibikova                      |  |  |  |  |  |  |  |  |  |  |  |  |  |  |  |
|  |                                            |  |  |  |  |  |  |  |  |  |  |  |  |  |  |  |
|  |                                            |  |  |  |  |  |  |  |  |  |  |  |  |  |  |  |
|  | 27. Anastasia Kozlovska                    |  |  |  |  |  |  |  |  |  |  |  |  |  |  |  |
|  |                                            |  |  |  |  |  |  |  |  |  |  |  |  |  |  |  |
|  |                                            |  |  |  |  |  |  |  |  |  |  |  |  |  |  |  |
|  | 3. Princesa Tatiana Aleksándrovna Yusúpova |  |  |  |  |  |  |  |  |  |  |  |  |  |  |  |
|  |                                            |  |  |  |  |  |  |  |  |  |  |  |  |  |  |  |
|  |                                            |  |  |  |  |  |  |  |  |  |  |  |  |  |  |  |
|  | 28. Sergio Potemkin                        |  |  |  |  |  |  |  |  |  |  |  |  |  |  |  |
|  |                                            |  |  |  |  |  |  |  |  |  |  |  |  |  |  |  |
|  |                                            |  |  |  |  |  |  |  |  |  |  |  |  |  |  |  |
|  | 14. Mijail Sergeevich Potemkin             |  |  |  |  |  |  |  |  |  |  |  |  |  |  |  |
|  |                                            |  |  |  |  |  |  |  |  |  |  |  |  |  |  |  |
|  |                                            |  |  |  |  |  |  |  |  |  |  |  |  |  |  |  |
|  | 7. Ekaterina Mijaílovna Ribeaupierre       |  |  |  |  |  |  |  |  |  |  |  |  |  |  |  |
|  |                                            |  |  |  |  |  |  |  |  |  |  |  |  |  |  |  |
|  |                                            |  |  |  |  |  |  |  |  |  |  |  |  |  |  |  |
|  | 30. Wasilij von Engelhardt                 |  |  |  |  |  |  |  |  |  |  |  |  |  |  |  |
|  |                                            |  |  |  |  |  |  |  |  |  |  |  |  |  |  |  |
|  |                                            |  |  |  |  |  |  |  |  |  |  |  |  |  |  |  |
|  | 15. Tatiana Vasilievna Yusúpova            |  |  |  |  |  |  |  |  |  |  |  |  |  |  |  |
|  |                                            |  |  |  |  |  |  |  |  |  |  |  |  |  |  |  |
|  |                                            |  |  |  |  |  |  |  |  |  |  |  |  |  |  |  |
|  | 31. Marfa Yelena Alexandrovna Potyomkina   |  |  |  |  |  |  |  |  |  |  |  |  |  |  |  |
|  |                                            |  |  |  |  |  |  |  |  |  |  |  |  |  |  |  |
|  |                                            |  |  |  |  |  |  |  |  |  |  |  |  |  |  |  |